# Benzinelektrische Räderfräse

Räderfräse BEP im Seitenprofil

Raupenfräse BER im Seitenprofil, gut zu erkennen der Raupenantrieb

Die Benzinelektrische Räderfräse, auch kurz BEP genannt, war eine deutsche Schneeräummaschine für den Winterdienst, die erstmals Mitte der 1930er-Jahre in Deutschland eingesetzt und dann bis 1941 kontinuierlich weiterentwickelt wurde.

## Ursprungsidee und Einsatzgebiet
Der Ursprung der ersten Schneeräumfräsen geht dabei auf die sogenannte „Peter-Fräsen“ zurück, deren Erfinder der Schweizer Peter Rocco gewesen war. Die von ihm hergestellten Schneefräsen wurden dann von deutschen Unternehmen weiterentwickelt. Der vorwiegende Einsatz der BEP erfolgte vor allem im Straßenwinterdienst der Reichsautobahnmeistereien, aber auch bei der kommunalen Schneeräumung von Reichs- und Landstraßen (Straßenmeistereien). Sie wurden ab Winter 1941 auch punktuell im rückwärtigen Operationsgebiet der Ostfront eingesetzt.

## Wirkungsweise und technische Daten
Die BEP besaß als Antriebsmaschinen zwei V8-Ford-Motoren. Die Drehzahl der Motoren war durch Drehzahlbegrenzer auf 2500 Umdrehungen/Minute geregelt. Die BEP brachte daher insgesamt 108 kW (146 PS) Leistung. Beide Motoren arbeiteten auf einer gemeinsamen Welle, von der aus die Frästrommel und ein Gleichstromerzeuger angetrieben wurden. Der Gleichstromerzeuger diente dabei dem Betrieb des Fahrwerks. Der elektrische Antrieb wurde dabei gewählt, um die Fahrgeschwindigkeit besser „regulieren“ und feiner dosieren und die Räumleistung der Fräse anpassen zu können. Die rückwärtigen der beiden aneinandergestellten Räder dienten dabei zur Steuerung, die Vorderreifen waren starr angeordnet. Die BEP besaß eine Antriebsachse und erreichte eine Marschgeschwindigkeit von etwa 30 km/h. Die Frästrommel selbst bestand aus zwei symmetrischen Hälften und hatte eine Räumbreite von 2,50 m bei einem Durchmesser von 1,20 m. Die Drehzahl der Trommel betrug dabei n = 260. Dabei arbeiteten die Motoren bis ca. n = 2500.

## Unterart „BER“
Eine Unterbauart der BEP war die Benzinelektrische Räderfräse (BER). Diese lief zum Unterschied von der Bauart BEP auf einem Raupenantrieb und konnte somit auch auf den Schnee „aufsteigen“, wogegen die Räderfräse auf festem Boden bleiben musste. Ansonsten besaß sie die gleiche Leistung und Modifikation wie die BEP.